# Fontanarossa (Catania)
Fontanarossa (Funtanarùssa in dialetto catanese) è un quartiere della città di Catania facente parte del VI Municipio, ovvero quella comprendente tutti i quartieri nella zona più meridionale della città (Librino, Pantano d'Arci, Passo Martino, Pigno, Plaia, Primosole, San Giorgio, Villaggio Paradiso degli Aranci, Villaggio Sant'Agata, Villaggio Santa Maria Goretti, Zia Lisa).
Nel quartiere sono presenti l'Aeroporto internazionale omonimo dedicato a Vincenzo Bellini, noto principalmente col toponimo e in attività dal 1924, e la fermata ferroviaria di Catania Aeroporto-Fontanarossa.

## Origine del toponimo
Il toponimo Fontanarossa deriverebbe dalle effusioni di lava del vulcano Etna, simili per l'appunto a fontane dal colore rosso.

## Geografia
Il quartiere Fontanarossa è situato nella parte sud-orientale dell'abitato di Catania. Confina ad ovest con i quartieri Gelso Bianco e Pigno, a nord 
con i quartieri Villaggio Santa Maria Goretti e San Giuseppe la Rena (o Forcìle, dal nome del torrente), ad est con la Plaia e a sud con una zona senza nome in quanto contrada deserta.

## Storia
La nascita del quartiere di Fontanarossa è fondamentalmente legata alla realizzazione nell'area dell'aerostazione agli inizi del XX secolo, che verrà inaugurata ufficialmente nel 1924 dall'allora Presidente del Consiglio Benito Mussolini. 
A partire dagli anni Sessanta, contestualmente allo sviluppo e ingrandimento dell'aeroporto catanese, si verificò un modestissimo processo di urbanizzazione con la costruzione di abitazioni per uso civile, nonché l'apertura di sedi del reparto elicotteri dell'Arma dei Carabinieri e del comando dell'Aeronautica militare.

## Monumenti e luoghi d'interesse

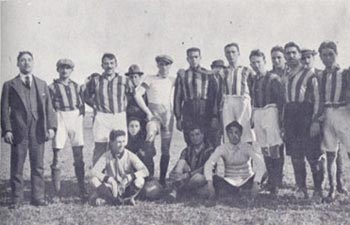
Foto di gruppo della Pro Patria Catania al campo di allenamento di Fontanarossa, nel 1909

Scarsamente popolato, il quartiere non presenta luoghi di particolare interesse, eccezion fatta per le infrastrutture di trasporto aereo e ferroviario. 
In Via Fontanarossa si trovava un campo da calcio, sorto agli inizi del XX secolo, come campo di allenamento della Unione Sportiva Catanese, la prima squadra di calcio catanese fondata nel 1910. Nel corso degli anni Sessanta, la squadra della Associazione Calcio Massiminiana vi disputò le proprie partite interne. Negli anni successivi vi si disputarono le gare delle squadre di calcio giovanili catanesi e dell'Atletico Catania. Dotato di una piccola tribuna e campo di gioco in terra battuta, da tempo versava in stato di degrado e abbandono, e nel 2015 il Comune di Catania lo ha donato alla Società Aeroporto Catania per realizzarvi un parcheggio.

## Istruzione
Nel quartiere sorge un istituto scolastico di istruzione primaria.

## Trasporti

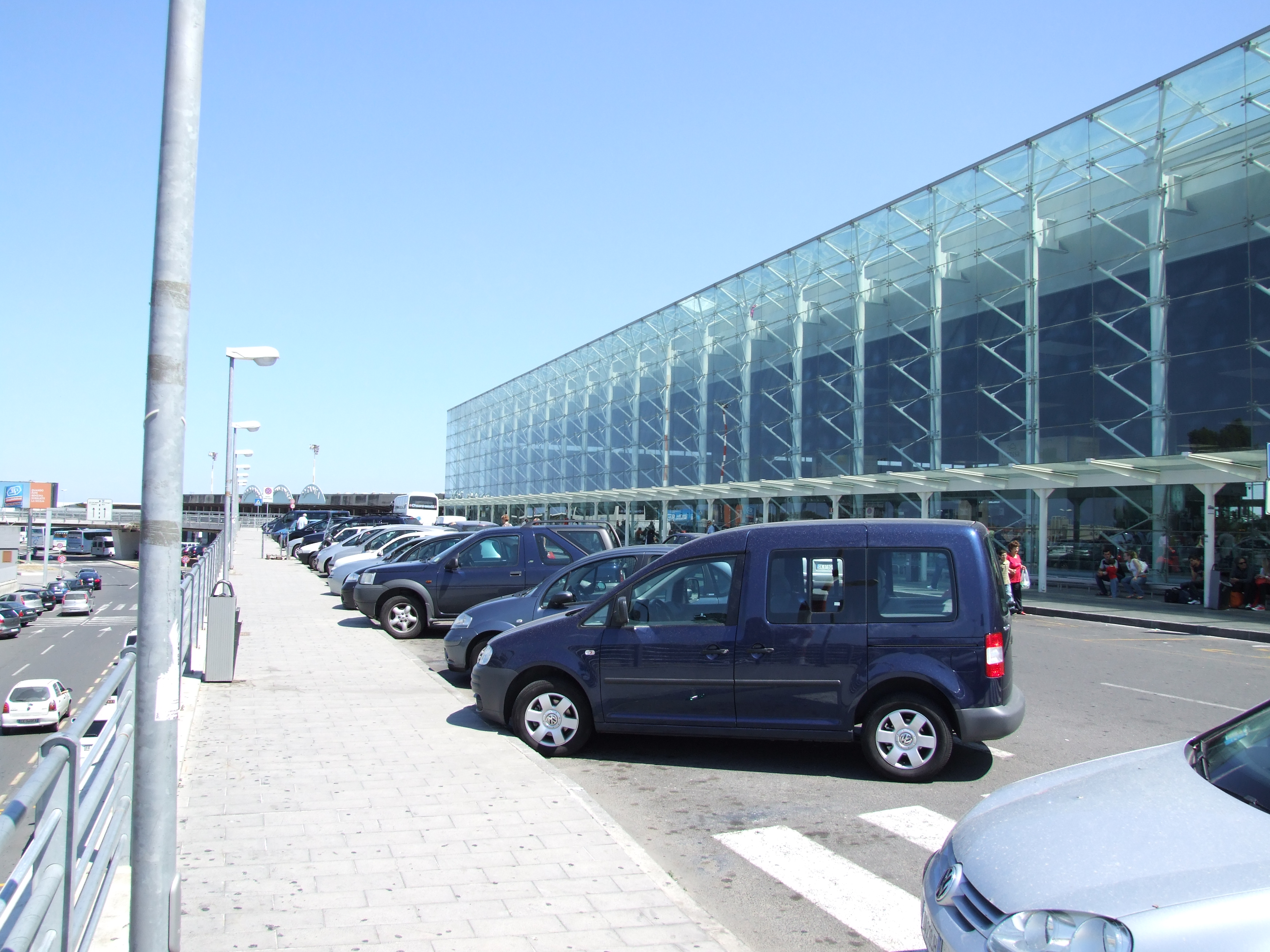
Aeroporto di Catania-Fontanarossa

Sede dell'Aeroporto di Catania-Fontanarossa, sesto aeroporto d'Italia per traffico passeggeri, primo dell’Italia meridionale e secondo per traffico nazionale, la zona è servita dai mezzi pubblici gommati dell'AMT (linee Alibus, 524 e 524S) e dalla Fermata di Catania Aeroporto Fontanarossa del passante ferroviario.